# سيتيديل
سيتيديل (بالإنجليزية: Cetiedil)‏ هو موسع للأوعية وعامل مضاد للمنجل.